# Libanon i olympiska sommarspelen 1984
Libanon deltog i de olympiska sommarspelen 1984 med en trupp bestående av 22 deltagare. Ingen av landets deltagare erövrade någon medalj.

## Cykling
Herrarnas linjelopp
- Sirop Arslanian — fullföljde inte (→ ingen notering)

## Friidrott
Herrarnas längdhopp
- Ghabi Issa Khouri
  - Kval — 6,80m (→ gick inte vidare, 27:e plats)

## Fäktning
Herrarnas florett
- Henri Darricau
- Dany Haddad
- Yves Daniel Darricau

Herrarnas florett, lag
- Henri Darricau, Yves Daniel Darricau, Dany Haddad, Michel Youssef